# Edmond Kapllani
Edmond Kapllani (Durrës, Albania, 31 de julio de 1982) fue un futbolista albanés. Jugaba de centrocampista y su último equipo fue el SV Spielberg de Alemania.

## Selección nacional
Ha sido internacional con la selección de fútbol de Albania en 41 ocasiones y ha anotado 6 goles.

## Clubes
| Club                     | País     | Año       |
| ------------------------ | -------- | --------- |
| KS Teuta                 | Albania  | 1997-1998 |
| NK Orijent               | Croacia  | 1998-1999 |
| FK Partizani             | Albania  | 1999-2003 |
| KS Besa Kavajë           | Albania  | 2003-2004 |
| Karlsruher SC            | Alemania | 2004-2009 |
| F. C. Augsburgo          | Alemania | 2009-2012 |
| TuS Koblenz (cedido)     | Alemania | 2010      |
| SC Paderborn 07 (cedido) | Alemania | 2010-2011 |
| FSV Frankfurt            | Alemania | 2012-2016 |
| SV Elversberg            | Alemania | 2016-2018 |
| SV Spielberg             | Alemania | 2018-2020 |

## Palmarés

### Campeonatos nacionales
| Título           | Club          | País     | Año  |
| ---------------- | ------------- | -------- | ---- |
| Kategoria e Parë | FK Partizani  | Albania  | 2001 |
| 2. Bundesliga    | Karlsruher SC | Alemania | 2007 |